# 梅津耕作
梅津 耕作（うめづ こうさく、1928年4月11日 - 1999年4月8日）は、日本の臨床心理学者。東京都生まれ。行動療法の導入者。長男は慶應義塾大学商学部教授の梅津光弘。

## 経歴
- 1953年 慶應義塾大学文学部哲学科心理学専攻卒業
- 1955年 慶應義塾大学大学院社会学研究科心理学専攻修士課程修了、精神医学研究所所員
- 1966年 武蔵野女子大学文学部助教授
- 1969年～1981年 精神医学研究所心理室室長
- 1974年～1980年 武蔵野女子大学文学部教授
- 1983年 福島女子短期大学保育科教授（後に秘書科学科長）
- 1987年 埼玉大学教育学部教授
- 1996年 北海道医療大学教授

## 単著
- 『どの様にして夜尿をなおすか』 竹井機器工業 1961

## 共著
- 『心理学臨床入門』 福村出版 1967
- 『教育と適応の心理学研』 佐治書房 1968
- 『行動病理学ハンドブック』 誠信書房 1969
- 『異常心理学 (講座心理学 12)』 東京大学出版会 1970
- 『児童臨床心理学講座』 第1巻・第3巻 岩崎学術出版社 1970
- 『自閉児の行動療法』 有斐閣 1975
- 『教育心理学』 サイエンス社 1978
- 『自閉児-お母さんと先生のための行動療法入門』 有斐閣 1981
- 『教育心理学入門-臨床心理学的アプローチ』 サイエンス社 1989

## 翻譯
- H. J. アイゼンク (共訳) 『行動療法と神経症』 誠信書房 1965
- H. J. アイゼンク (共訳) 『人格の構造-その生物学的基礎』 岩崎学術出版社 1973
- O. I. ロバース (共訳) 『自閉児の言語-行動変容によるその発達』 岩崎学術出版社 1979

## 論文
- 「条件づけ法による夜尿症の治療について I 」 『精神医学研究所業績集』 第3輯 1956
- 「条件づけ法による夜尿症の治療について II 」 『精神医学研究所業績集』 第4輯 1957
- 「学習理論における条件制止による心因性チック症の治療について」 『精神医学研究所業績集』 第10輯 1963
- 「条件づけ法による夜尿症の治療について III 」 『精神医学研究所業績集』 第12輯 1965
- 「条件づけ療法または所謂行動療法の展開、効用ならびに将来の問題について」『精神医学研究所業績集』 第12輯 1965
- 「行動療法の効用と将来の問題」 『異常行動研究会誌』 5 1965
- 「行動療法」 水島恵一ほか編 『臨床心理学講座 3. 心理療法』 誠信書房 1967
- 「行動理論」 内山喜久雄編 『児童臨床心理 1. 児童臨床心理学の諸理論』 岩崎学術出版社 1969
- 「行動療法の実際」 松山義則編 『講座心理学 12. 異常心理学』 東京大学出版会 1969
- 「条件づけ療法」 『児童臨床心理学 3. 児童の心理療法』 岩崎学術出版社 1970
- 「臨床への行動論的接近」 佐治守夫ほか編 『臨床心理学の基礎知識』 有斐閣 1974